# Rutland (Iowa)
Pour les articles homonymes, voir Rutland (homonymie).
Rutland est une ville du comté de Humboldt, en Iowa, aux États-Unis. Elle est incorporée le 6 juillet 1907.

## Source de la traduction
- (en) Cet article est partiellement ou en totalité issu de l’article de Wikipédia en anglais intitulé « Rutland, Iowa » (voir la liste des auteurs).